# Balad asz-Szajch
Balad asz-Szajch (arab. ‏بلد الشيخ‎) – nieistniejąca już arabska wieś, która była położona w Dystrykcie Hajfy w Mandacie Palestyny. Wyludniona podczas wojny domowej w Mandacie Palestyny w wyniku ataku Hagany w dniu 25 kwietnia 1948.

## Położenie
Balad asz-Szajch leżała na północno-wschodnim krańcu masywu górskiego Karmel, powyżej Emek Zewulun. Według danych z 1945 do wsi należały ziemie o powierzchni 984,9 ha. We wsi mieszkało wówczas 4120 osób.
| Własność gruntów | Powierzchnia gruntów [ha] |
| ---------------- | ------------------------- |
| Arabowie         | 584,4                     |
| Żydzi            | 28,5                      |
| publiczne        | 372                       |
| Razem            | 984,9                     |

| Rodzaj użytkowanych gruntów | Arabowie [ha] | Żydzi [ha] |
| --------------------------- | ------------- | ---------- |
| uprawy nawadniane           | 36,8          | 0          |
| uprawy zbóż                 | 456,3         | 7,8        |
| uprawy oliwek               | 41,8          | 0          |
| nieużytki                   | 439,2         | 20,7       |
| zabudowane                  | 24,1          | 0          |

## Historia

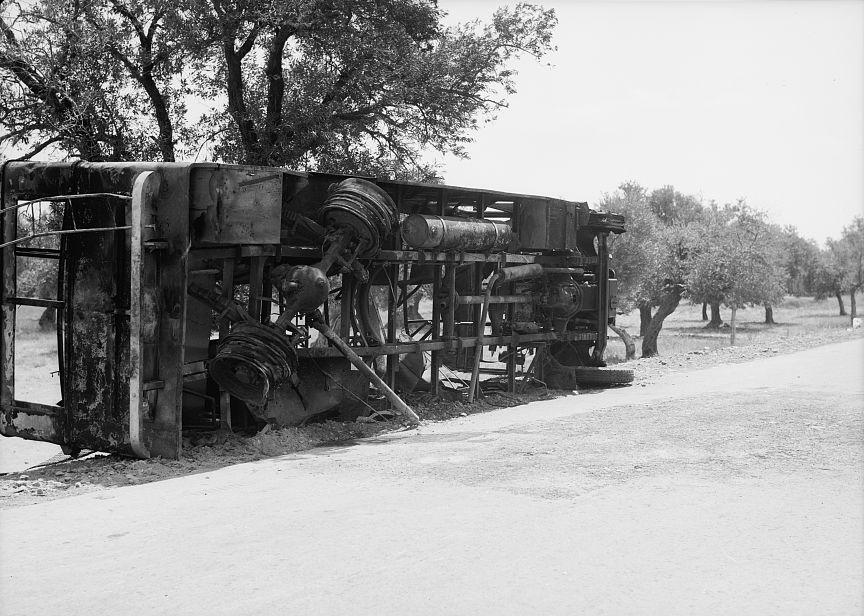
Spalony żydowski autobus – arabskie powstanie w Palestynie

Według lokalnej tradycji, wieś została założona przez szejka Abdullaha asz-Szajch, który pobierał podatki na rzecz osmańskiego sułtana Selima II. Na miejscowym cmentarzu znajduje się jego grobowiec, a wieś nazwano na jego cześć. W 1887 roku we wsi otworzono szkołę podstawową dla chłopców. W latach 1903–1905 nastąpiło ożywienie gospodarcze całego regionu związane z budową odnogi linii kolejowej Hidżaz, która prowadziła do portowego miasta Hajfa. Linia kolejowa przechodziła w odległości około 0,5 km na północny wschód od wsi. W wyniku I wojny światowej w 1918 roku Balad asz-Szajch wraz z całą Palestyną przeszła pod panowanie Brytyjczyków, którzy utworzyli Mandat Palestyny. Podczas zamieszek w Palestynie w 1929 roku, mieszkańcy Balad asz-Szajch zaatakowali miejscową fabrykę cementu i spalili sąsiednie żydowskie gospodarstwo rolnicze. W 1934 roku w pobliżu wsi założono nowy cmentarz dla muzułmańskich mieszkańców Hajfy. Rok później pochowano na nim Izz ad-Din al-Kassama, przywódcę arabskiej organizacji paramilitarnej Czarna Ręka. Podczas arabskiego powstania w Palestynie (1936–1939) w rejonie wsi Balad asz-Szajch doszło do licznych ataków na żydowskie pojazdy. W październiku 1936 roku w pobliżu wsi doszło do bitwy arabskich powstańców z brytyjskimi żołnierzami, których wspierały samoloty. W dniu 22 lutego 1937 roku we wsi dwóch brytyjskich policjantów prowadziło dochodzenie w sprawie zabójstwa trzech Żydów z kibucu Jagur. Jeden z tych policjantów został wówczas zabity. Po kolejnych licznych atakach na żydowskie pojazdy, w dniu 18 kwietnia 1939 roku do wsi wkroczyły duże siły policji i wojska. Aresztowano 10 osób podejrzanych o udział w zabójstwach.

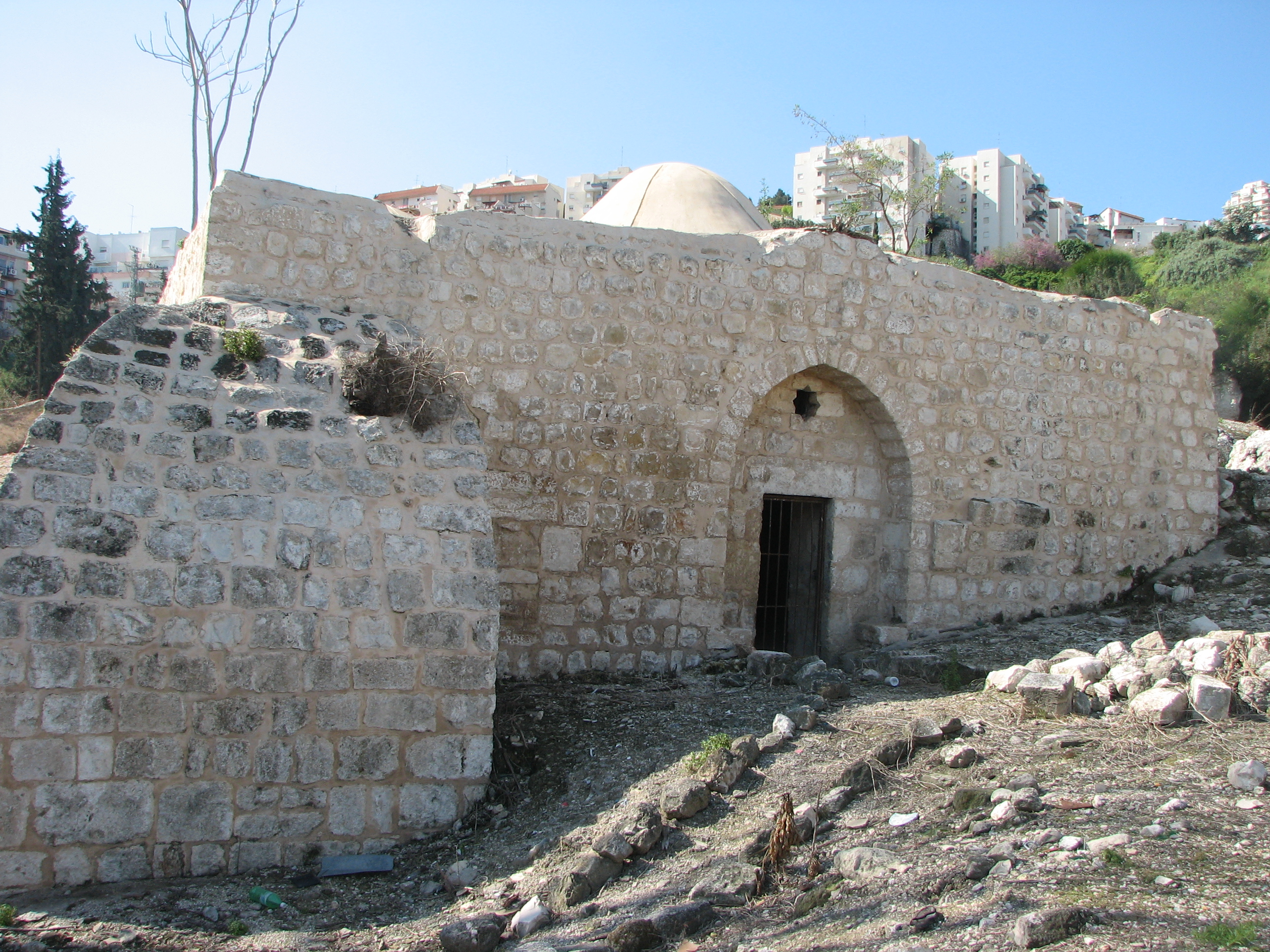
Grobowiec szejka Abdullaha asz-Szajch

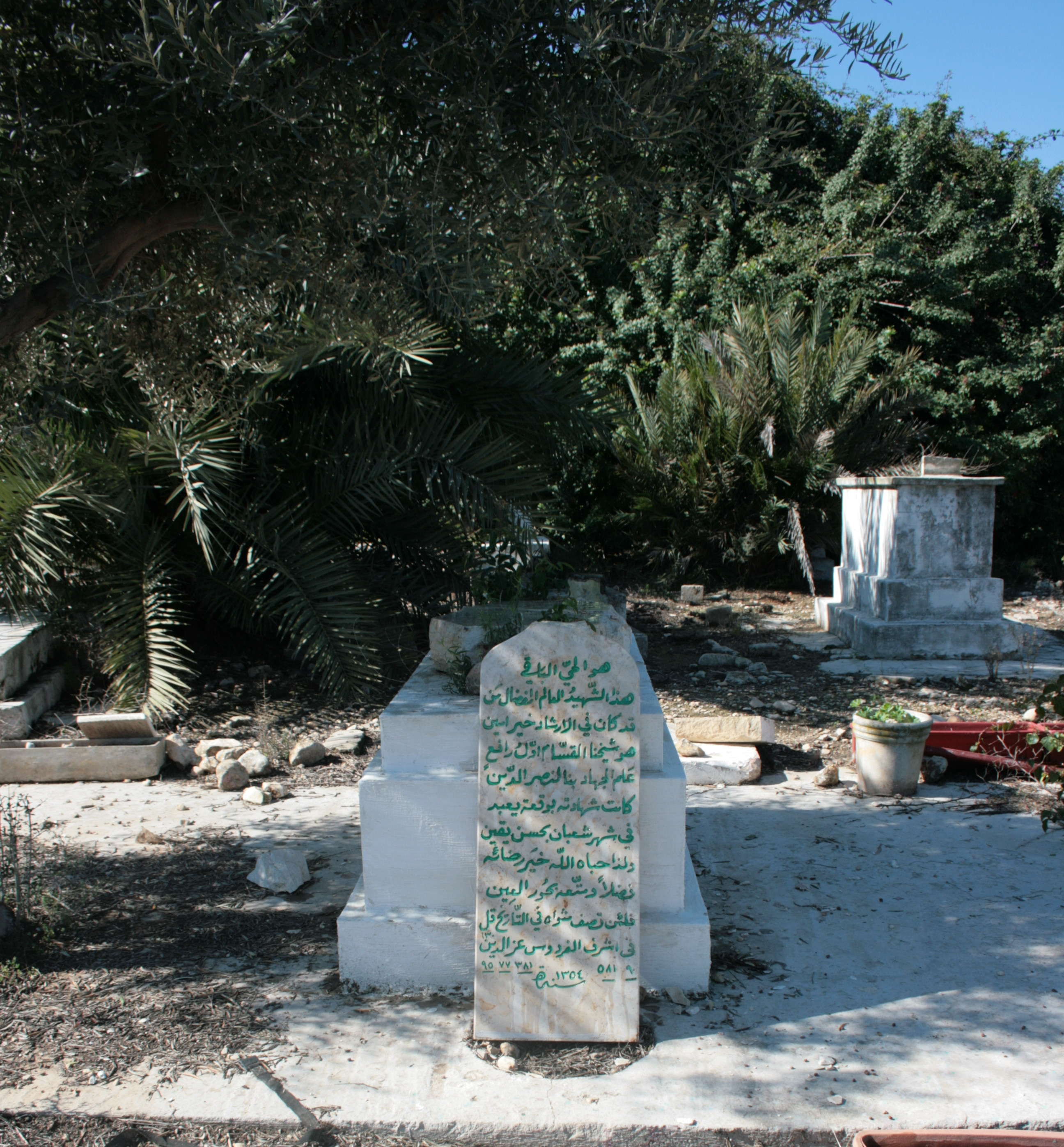
Grób Izz ad-Din al-Kassama

W poszukiwaniu skutecznego rozwiązania narastającego konfliktu izraelsko-arabskiego w dniu 29 listopada 1947 roku została przyjęta Rezolucja Zgromadzenia Ogólnego ONZ nr 181. Zakładała ona między innymi, że obszar ten miał znaleźć się w granicach nowo utworzonego państwa żydowskiego. Arabowie odrzucili tę rezolucję i dzień później doprowadzili do wybuchu wojny domowej w Mandacie Palestyny. W trakcie jej trwania siły Arabskiej Armii Wyzwoleńczej paraliżowały żydowską komunikację w rejonie całej Galilei. W dniu 2 grudnia 1947 roku we wsi Balad asz-Szajch ostrzelano żydowski autobus jadący z robotnikami do cementowni Neszer. 8 grudnia w pobliżu wsi zamordowanych zostało 2 Żydów. Dwa dni później do wsi razem z konwojem żydowskich autobusów wjechał patrol umundurowanych żydowskich policjantów Policji Żydowskich Osiedli. Otworzyli oni ogień do Arabów blokujących przejazd. W obawie przed możliwą masakrą, wieś opuściło wtedy kilka rodzin. Po tym incydencie żydowskie konwoje zaczęły unikać wsi Balad asz-Szajch, wybierając okrężną drogę z Hajfy przez Kefar Chasidim Alef i Jagur do Doliny Jezreel.
W dniu 30 grudnia 1947 roku członkowie żydowskiej organizacji Irgun rzucili granaty w tłum arabskich robotników przed bramą wejściową do Rafinerii w Hajfie. Rozwścieczeni Arabowie wtargnęli wówczas do rafinerii, gdzie doszło do pogromu żydowskich robotników. W masakrze w rafinerii w Hajfie zginęło 6 Arabów i 39 Żydów, natomiast rannych było 42 Arabów i 49 Żydów. Była to największa i najbardziej brutalna masakra ludności cywilnej do jakiej doszło w Mandacie Palestyny od czasu wybuchu wojny domowej.
W ramach działań odwetowych, 31 grudnia kompanie szturmowe Palmach wkroczyła do wiosek Balad asz-Szajch i Hausza. Żydowscy żołnierze byli przebrani za Arabów, dzięki czemu zmylili czujność arabskich obrońców i do walki doszło bezpośrednio w obrębie wsi oraz w domach. W masakrze w Balad asz-Szajch zginęło 14 mieszkańców, w tym 10 kobiet i dzieci (niektóre źródła mówią o 60 zabitych). W tej akcji zginęło również 3 żydowskich żołnierzy. Po tym ataku, w dniu 7 stycznia 1948 roku część mieszkańców uciekła ze swoich domów, a ich miejsce zajęli członkowie arabskich milicji z Hajfy. Czuli się oni stosunkowo bezpiecznie, gdyż w ich sąsiedztwie przebywali transjordańscy żołnierze Legionu Arabskiego, którego dowódcami byli brytyjscy oficerowie. Jednak w kwietniu 1948 roku legioniści wycofali się, a wraz z nimi mieszkańcy południowo-wschodniej części wsi (położonej w sąsiedztwie opuszczonego obozu Legionu Arabskiego) uciekli do sąsiedniej Hajfy. Gdy w dniach 21-22 kwietnia toczona była bitwa o Hajfę, zdecydowana większość mieszkańców uciekła ze wsi. 24 kwietnia 1948 roku żołnierze Brygady Karmeli otoczyli wieś, żądając zdania całej posiadanej przez Arabów broni. Obrońcy wsi przekazali 22 karabiny i poprosili o zawieszenie broni. Gdy w odpowiedzi usłyszeli ponowione żądanie zdania całej posiadanej broni, Arabowie zwrócili się o pomoc do Brytyjczyków. Rankiem następnego dnia Żydzi wystrzelili na wieś kilka pocisków moździerzowych, wywołując panikę we wsi. Godzinę później na miejsce przybyli brytyjscy żołnierze, i pozostali Arabowie opuścili Balad asz-Szajch pod ich ochroną .

## Miejsce obecnie
Obszar Balad asz-Szajch został wchłonięty przez rozrastające się miasto Neszer. Palestyński historyk Walid Chalidi tak opisał pozostałości Balad asz-Szajch:

Wiele arabskich domów i sklepów nadal stoi, i są zajęte przez mieszkańców miasta. Widoczny cmentarz jest zaniedbany.